# Papeete
Papeete (pronunciada localmente: [pa.pe.ˈʔe.te]) é a capital e uma comuna da Polinésia Francesa. Fica na ilha do Taiti, que é parte do arquipélago das Ilhas de Barlavento, no arquipélago da Sociedade.

## História
A zona que hoje constitui Papeete foi colonizada pelo britânico William Crook,  missionário da Sociedade Missionária de Londres em 1818. A rainha Pōmare IV do Taiti mudou a sua corte para Papeete e fez dela a sua capital em finais de 1820, tendo com isso a localidade crescido, convertendo-se num dos principais centros regionais de transporte marítimo. Papeete mantém-se como capital do Taiti desde que a França tem o controlo do arquipélago e o converteu em protectorado em 1842. Herman Melville esteve preso em Papeete em 1842; as suas experiências converteram-se na base para a novela Omoo. Paul Gauguin visitou Papeete em 1891 e, com a excepção de um período de dois anos (1893-1895), não regressou a França. Robert Louis Stevenson também passou algum tempo em Papeete em 1888.
Cerca de metade da localidade foi destruída por um grande incêndio em 1884, e desde então é proibido o uso de materiais de construção autóctones. Um grande ciclone causou grandes danos na cidade em 1906, e um navio da marinha francesa afundou-se no bombardeamento que a cidades sofreu na Segunda Guerra Mundial. O crescimento foi impulsionado pela decisão de trasladar o ensaio de armas nucleares da Argélia para os atóis de Moruroa e Fangataufa, a cerca de 1500 km a leste do Taiti. Isto motivou o desenvolvimento da cidade, e a construção do único aeroporto internacional da Polinésia Francesa. Em 1983 a Igreja Adventista do Sétimo Dia construiu o Templo Taiti Papeete devido à grande quantidade de membros na região. Também a Igreja de Jesus Cristo dos Santos dos Últimos Dias (Mórmones) dedicou um templo em Papeete em 1983.
Em 5 de setembro de 1995, o governo de Jacques Chirac realizou a última série de ensaios nucleares e detonações frente às costas de Moruroa (também na Polinésia Francesa), o que provocou violentos distúrbios durante dois dias que colocaram a cidade em caos. Os manifestantes, na sua maioria independentistas, atacaram sobretudo os interesses franceses, danificaram o aeroporto internacional, além de 40 pessoas terem ficado feridas e do afastamento do turismo por receio de revoltas. Distúrbios similares há tinham ocorrido depois do anterior ensaio nuclear francês na mesma zona em 1987.

## Demografia

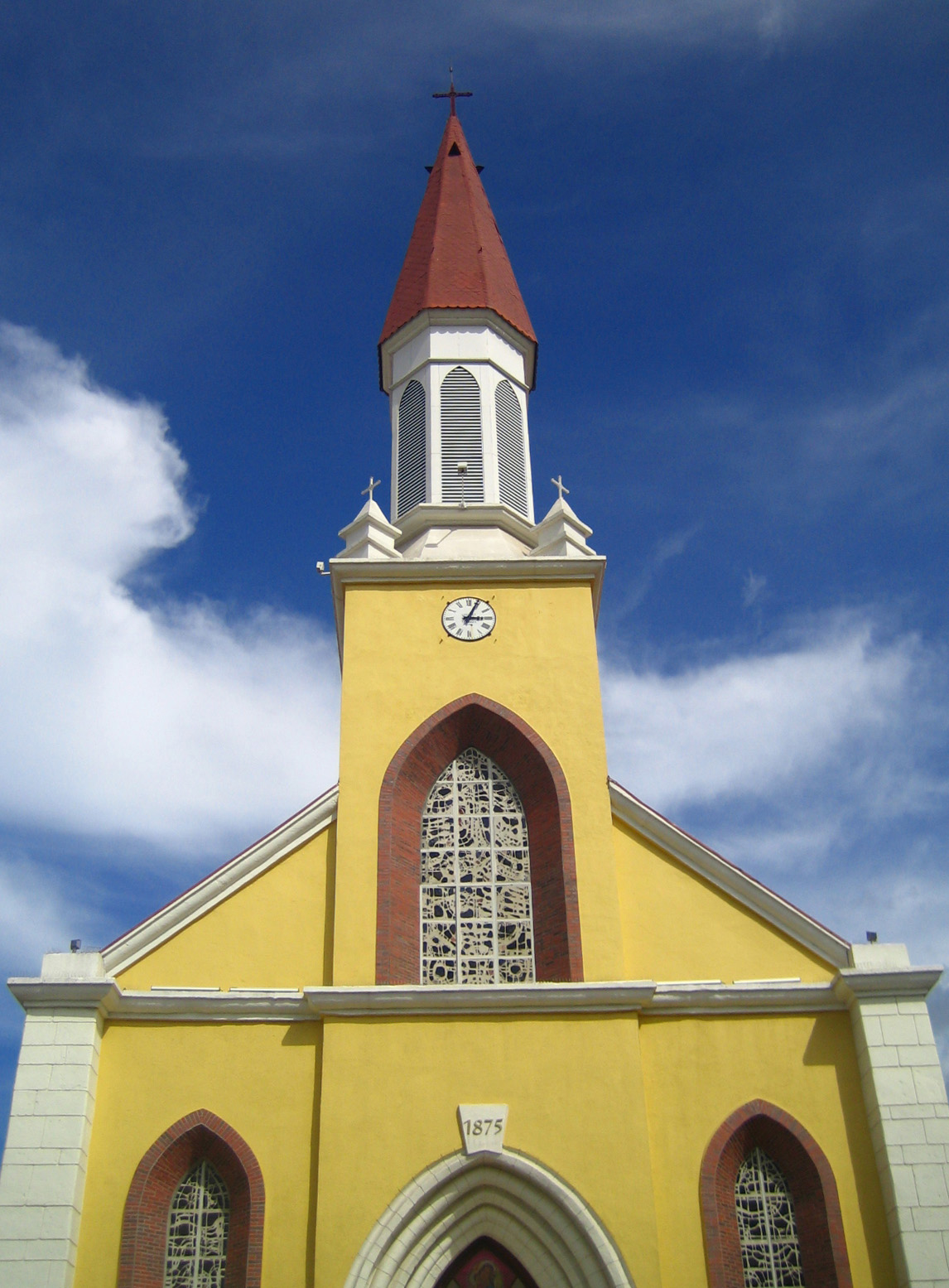
Catedral de Papeete

A área urbana de Papeete tinha no total 131 695 habitantes (censo de 2007), 26 017 dos quais na  comuna de Papeete. A aglomeração urbana de Papeete abrange 7 comunas:
- Faa'a (a mais populosa desde 1988)
- Papeete (capital adminisrativa)
- Punaauia
- Pirae
- Mahina
- Paea
- Arue

A construção tem aumentado desde a década de 1960 devido à chegada de 35 000 imigrantes (20 000 de França e 15 000 de outras ilhas da Polinésia Francesa) em resposta ao investimento em infra-estruturas e ao programa nuclear francês.

## Viagens e turismo

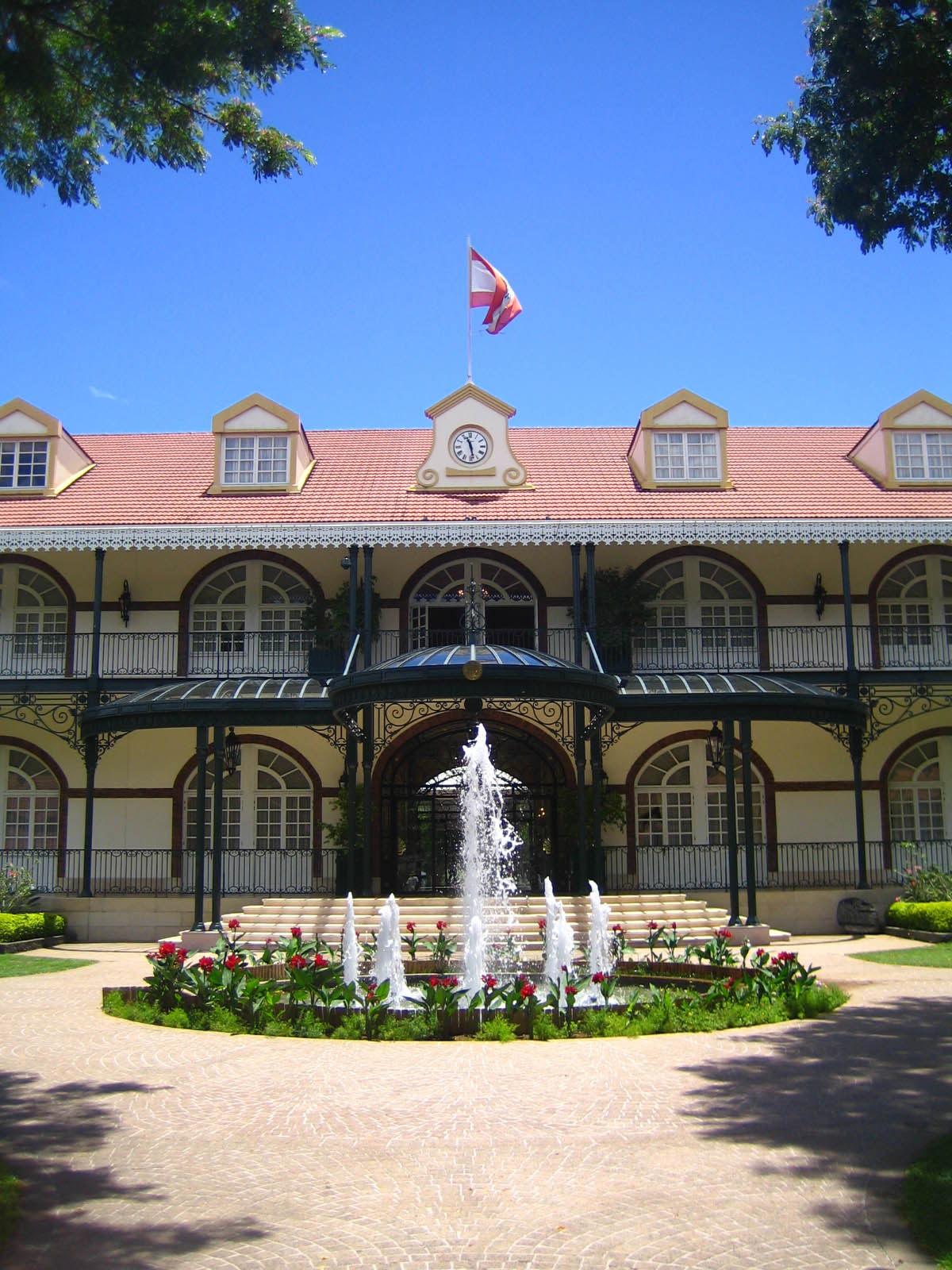
Presidência de Papeete

### Chegando e partindo
Turistas chegam e partem por navios de cruzeiro no Porto de Papeete ou por linhas aéreas domésticas pelo Aeroporto Internacional de Fa'a, que foi terminado e aberto em 1962.

### Transportes
Estradas de três mãos iniciam no porto, e vão ao longo da cidade, que depois se estende para quatro mãos.

## Clima

Tabela climática de Papeete.

## Geminações
- França - Nice